# Juli 2000
Dit artikel geeft een chronologisch overzicht van alle belangrijke gebeurtenissen per dag in de maand juli van het jaar 2000.

## Gebeurtenissen

### 1 juli
- Ingebruikname van de Sontbrug, vaste verbinding tussen Denemarken en Zweden.

### 2 juli
- Frankrijk wint in Rotterdam het EK voetbal door Italië in de finale met 2-1 te verslaan. In de verlenging maakt David Trezeguet de zogeheten golden goal.
- Presidentsverkiezingen in Mexico.

### 3 juli
- De Italiaanse ambassadeur in Nederland, Giorgio Testori, dient een protest in tegen het als hard ervaren politieoptreden, waarbij zondag voorafgaand aan de finale van het EK voetbal drie journalisten en vier cameramensen van de Italiaanse staatsomroep RAI werden aangehouden.

### 4 juli
- Bondscoach Dino Zoff van het Italiaans voetbalelftal neemt ontslag na felle kritiek van oppositieleider Silvio Berlusconi, die ook voorzitter is van AC Milan.

### 7 juli
- Louis van Gaal wordt benoemd tot opvolger van Frank Rijkaard als bondscoach van het Nederlands voetbalelftal. Zijn contract loopt tot en met het WK voetbal 2006 in Duitsland.

### 8 juli
- Lars Frölander scherpt bij de EK zwemmen in Helsinki het Europees record op de 100 meter vlinderslag aan tot 52,23.
- Het nieuwe boek Harry Potter en de Vuurbeker verschijnt. De oplage is 3,8 miljoen voor de Verenigde Staten en 1,5 miljoen voor Groot-Brittannië.

### 10 juli
- In het zuiden van Nigeria komen 250 mensen om het leven door een lekkende petroleumpijpleiding die ontploft.

### 17 juli
- Bashar al-Assad wordt verkozen als president van Syrië.

### 18 juli
- Groningen - In een uitverkocht Stadspark -65.000 personen- wordt een concert gegeven door Tina Turner met in het voorprogramma John Fogerty.

### 23 juli
- Lance Armstrong prolongeert zijn titel in de 87e editie van de Ronde van Frankrijk. Het is de tweede eindoverwinning op rij voor de Amerikaanse wielrenner.

### 25 juli
- Een Concorde, een supersonisch vliegtuig, van Air France stort neer net buiten Parijs, als gevolg van een klapband door een stuk ijzer op de startbaan. Er komen 113 personen om het leven.
- Dertiende internationale aids-conferentie in Durban, Zuid-Afrika
- Mexico - Vicente Fox wordt gekozen tot president. Dit is de eerste verkiezingsnederlaag van de voordien regerende PRI in lange tijd.

## Overleden
<< · januari · februari · maart · april · mei · juni · juli · augustus · september · oktober · november · december · >>